# Dittersdorf (Glashütte)
Dittersdorf ist ein Ortsteil der sächsischen Uhrenstadt Glashütte im Osterzgebirge. Zusammen mit seinen ehemaligen Ortsteilen Börnchen, Rückenhain und Neudörfel besitzt es ca. 600 Einwohner.

## Geschichte
Dittersdorf wurde 1340 erstmals urkundlich erwähnt. In dieser Urkunde wird die Burg und die Stadt Lauenstein „mit Zubehör“, darunter auch Dittersdorf, von den Herren von Berga an Peter von Trossin verkauft. Die Gründung von Dittersdorf wurde bisher gegen Ende des 13. Jahrhunderts vermutet; sie sei wahrscheinlich von den Herrschaften Bärenstein oder Lauenstein ausgegangen. Durch die Zinnerzfunde in der Region vermutete man sicherlich auch im Gebiet Dittersdorfs Erze und andere Bodenschätze und beauftragte einen Lokator namens Diether, ein Dorf zu gründen. Da sich diese Hoffnungen nicht bestätigten, siedelten sich Bauern in Dittersdorf an, rodeten die Wälder und legten Felder an. Weitaus realistischer erscheint jedoch, dass das Dorf auf Dietrich von Potschappel (Stammort südwestlich von Dresden) zurückgeht, der 1206 zusammen mit seinem Verwandten Berthold (Gründer des benachbarten Berthelsdorf?) einmalig in der Überlieferung aufscheint. Die Herren von Potschappel waren Ministeriale der Burggrafen von Dohna und scheinen in den 1270/80er Jahren in den Herren von Sürßen aufgegangen zu sein.
Vermutlich wurde in dieser Zeit auch eine Kirche errichtet, anfangs vielleicht nur eine Holzkapelle, die später durch eine aus Stein ersetzt wurde. Man vermutet, dass die Sakristei der heutigen Kirche noch aus dieser Zeit stammen könnte. Vom 16. bis ins 18. Jahrhundert wurde die Kirche schrittweise erweitert und ausgebaut. Die Markierungen an der Kirchendecke zeigen, dass 1532 und 1623 Erweiterungen stattgefunden haben müssen. Ebenfalls 1623 eröffnet in Dittersdorf eine Schule, in der vermutlich Schüler aller Altersklassen gemeinsam unterrichtet wurden.
Der Dreißigjährige Krieg brachte Mord, Raub und Brandschatzungen ins Dorf. Dass die Geschichte Dittersdorfs vor dem Dreißigjährigen Krieg oft schlecht nachzuvollziehen ist, liegt daran, dass die kaiserlichen Truppen viele Dokumente aus dieser Zeit zerrissen und verbrannten. So fielen dem Krieg auch die Kirchenbücher zum Opfer. Auch das 18. Jahrhundert war sehr unruhig für Dittersdorf und die Region. 1707 fielen schwedische Dragoner in Dittersdorf und Liebenau ein, 1753 Dombalesche Korps und 1758 Hradicksche Korps. Alle plünderten und randalierten. Der Frieden von Hubertusburg 1763 brachte schließlich auch Dittersdorf Frieden.
Als deutlich verheerender für das Dorf erwies sich die Pest. 1506 war Dittersdorf zum ersten Mal von der Seuche betroffen, die im weiteren Verlauf des 16. und 17. Jahrhunderts mehrfach weitere Opfer forderte. Im September 1632 schleppten Soldaten des kaiserlichen Generals Holk die Pest nach Dittersdorf ein, plünderten und raubschatzten im Dorf. Sie und die Seuche waren dafür verantwortlich, dass das Dorf nahezu entvölkert wurde: In den folgenden fünf Jahren starben 405 Menschen in Dittersdorf an der Pest. Die Leichen wurden in Häusern oder auf dem Feld beerdigt. Erst 1643 war man wieder in der Lage, christliche Bestattungen durchzuführen.
Anfang des 19. Jahrhunderts verzeichnete Dittersdorf Missernten und große Viehverluste. 1883 baute man eine Straße nach Rückenhain, das bis dahin nur über einen Feldweg mit Dittersdorf verbunden war. 1913 wurde Dittersdorf an das Stromnetz Freiberg angeschlossen. Neudörfel folgte 1921, Rückenhain 1926.

## Wirtschaft
In Dittersdorf wird auch heute noch Landwirtschaft betrieben. Vor allem die Jungviehanlage aus DDR-Zeiten, die nun zur Liebenauer Agrar GmbH gehört, bewirtschaftet einen Großteil der Felder. Hier werden Getreide und Futtermais für den Eigenbedarf angebaut. Dittersdorf zählt heute zu den wenigen Dörfern in der Region, die einen eigenen Fleischer besitzen. Des Weiteren haben sich einige kleine Unternehmen aus den Bereichen Büro- und Computertechnik, Transport, Feinmechanik, Baugewerbe und Finanzen hier niedergelassen.

## Vereine
Nach der Wende 1990 hat sich im Dorf wieder ein Schützenverein gegründet. Auch der Heimatverein Zur Linde Börnchen, der Reitverein und der Jugendclub Sunshine bestimmen das Leben in Dittersdorf. Zusammen veranstalten sie jährlich das Dittersdorfer Maifest, das jedes Jahr Ende April/Anfang Mai stattfindet. Weitere jährliche Veranstaltungen sind ein Reit- und Springturnier sowie ein kleines Schützenfest.